# Ляховський Федір Петрович
Федір Петрович Ляховський (нар. 14 лютого 1936, Вінниця, УРСР — пом. 30 травня 2017, Вінниця, Україна) — радянський український весляр-байдарочник, виступав за збірну СРСР в першій половині 1960-х років.
Учасник літніх Олімпійських ігор в Римі, триразовий чемпіон всесоюзної першості, переможець регат республіканського та міжнародного значення. На змаганнях представляв спортивне товариство «Спартак». Майстер спорту.

## Життєпис
Федір Ляховський народився 14 лютого 1936 року в місті Вінниця, Українська РСР.
Активно займатися веслуванням розпочав у ранньому дитинстві, проходив підготовку в вінницької команди добровільного спортивного товариства «Спартак». Першого серйозного успіху домігся в 1960 році, коли на одномісній байдарці завоював золоту медаль всесоюзного першості в естафеті 4 × 500 м. Завдяки декільком вдалим виступам удостоївся права захищати честь країни на літніх Олімпійських іграх в Римі — брав участь в програмі естафети, разом з командою, куди також увійшли веслярі Ігор Писарєв, Анатолій Кононенко та Володимир Наталуха, зайняв у фіналі п'яте місце.
Після римської Олімпіади Ляховський залишився в основному складі радянської національної збірної і продовжив брати участь в найбільших міжнародних змаганнях. У 1962 році вдруге став чемпіоном Радянського Союзу, здобувши перемогу в естафеті, а в 1963 році здобув золото в запливі байдарок-двійок на 1000 метрів. Незабаром вирішив завершити кар'єру спортсмена.
Після завершення спортивної кар'єри Федір Ляховський працював тренером з веслування на байдарках і каное. До смерті проживав в рідній Вінниці. Помер після тривалої хвороби.